# Уоллес, Боб
Боб Уо́ллес (англ. Bob Wallace; 4 октября 1938, Окленд, Новая Зеландия — 19 сентября 2013, Финикс, Аризона, США) — водитель-испытатель, инженер-механик из Новой Зеландии. Наиболее известен своей работой главным водителем-испытателем на итальянского производителя спортивных автомобилей Lamborghini с 1963 по 1975 год. Уоллес сыграл ключевую роль в разработке двигателя Lamborghini V12 и нескольких первых автомобилей этой марки, выпущенных в 1960-х и 1970-х годах. Его ученик Валентино Бальбони проработал в Lamborghini на протяжении 40 лет.

## Биография

### Начало карьеры инженера-механика
Боб Уоллес родился 4 октября 1938 года в Новой Зеландии, городе Окленд. В детстве Боб увлекался автомобилями и их модифицированием, а в подростковом возрасте он примкнул к командам, посетившим его страну для участия в зимних гонках. В 1960 году Боб покинул Новую Зеландию и отправился в Великобританию, где некоторое время работал в компании Lotus Cars. В том же году он переехал в Италию, где устроился автомехаником сначала в гоночную команду Camoradi, а затем в Scuderia Serenissima. В Camoradi Боб работал над Maserati Tipo 61 «Birdcage» и Chevrolet Corvette, а также в качестве механика принимал участие в гонке 24 часа Ле-Мана 1960 года. В Scuderia Serenissima Боб работал над разработкой Ferrari 250 GTO и Ferrari TR. В том же году в Scuderia Ferrari Боб стал главным механиком Фила Хилла, который выиграл чемпионат мира по автогонкам в классе Формула-1 на 1,5-литровом болиде. Maserati Birdcage, управляемая американским гонщиком Ллойдом Каснером с Бобом Уоллесом в качестве главного механика доминировала в гонках 1000 км Нюрбургринга 1960 и 1961 года.

### Работа в компании Lamborghini
В 1963 году Боб обратил внимание на новый автомобильный завод в Сант-Агата-Болоньезе, принадлежащий появившейся в том же году компании Automobili Lamborghini S.p.A. Он был нанят Lamborghini на должность автомеханика. Первоначально роль Боба заключалась в содействии производству модели 350 GT, он занимался постройкой некоторых из первых серийных экземпляров, а также устранением неполадок. Также Боб оказывал помощь в разработке двигателя Lamborghini V12. Вскоре Боб Уоллес стал главным водителем-испытателем компании. Большинство дорожных испытаний автомобилей марки Lamborghini проводились на дорогах общего пользования, таких как автострады и горные дороги. Чтобы во время испытаний прототипов не попасть на камеру папарацци, Боб брал испытываемые автомобили на ночь и ездил на них, доводя до предела возможностей. Когда он возвращался на территорию завода, то давал заключение и рекомендации: на что автомобиль способен, и что необходимо изменить. С 5:30 до 15:00 часов Боб испытывал автомобили на автостраде по маршруту гонки Mille Miglia или на трассах Мизано и автодрома Риккардо Палетти. После тестов Боб готовил отчёт для конструкторского бюро завода о недостатках и проблемах автомобиля, с которыми он столкнулся в течение испытаний.
С 1965 по 1966 год Боб Уоллес работал в команде с Паоло Станцани и Джан Паоло Далларой над разработкой Lamborghini Miura. Он провёл обширные дорожные испытания сначала прототипов, а затем и серийных экземпляров этой модели. Так же Боб участвовал в разработке других моделей: 400 GT, Islero, Urraco, Jarama, Espada и Countach, включая дорожные испытания прототипа LP500. Во время своей работы на заводе Lamborghini Боб спроектировал и собрал три модернизированные версии серийных автомобилей Lamborghini: Miura Jota в 1970 году, Jarama «Rally» в 1973 году и Urraco «Rally» в 1974 году. Он серьёзно модернизировал эти автомобили для улучшения их динамических характеристик. На Urraco «Rally» Боб участвовал в гонке на трассе Мизано, где смог показать хороший результат.
В 1974 году Ферруччо Ламборгини продал компанию Lamborghini, а в следующем 1975 году Боб Уоллес покинул её. После ухода Боба главным водителем-испытателем компании стал его ученик Валентино Бальбони.

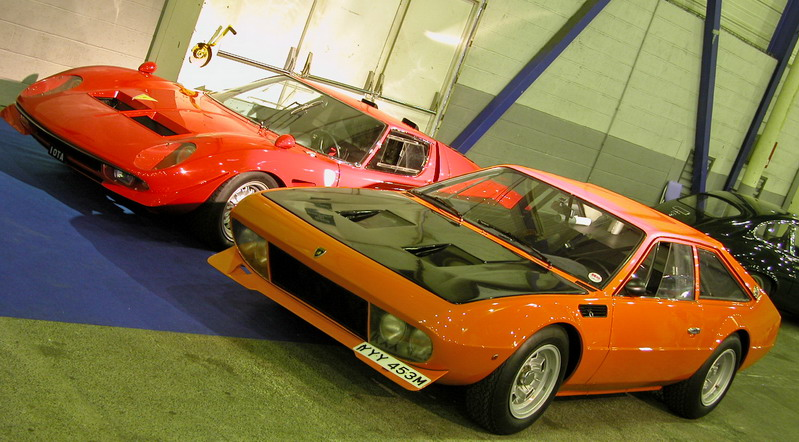
Слева воссозданная Miura Jota. Справа Jarama «Rally»
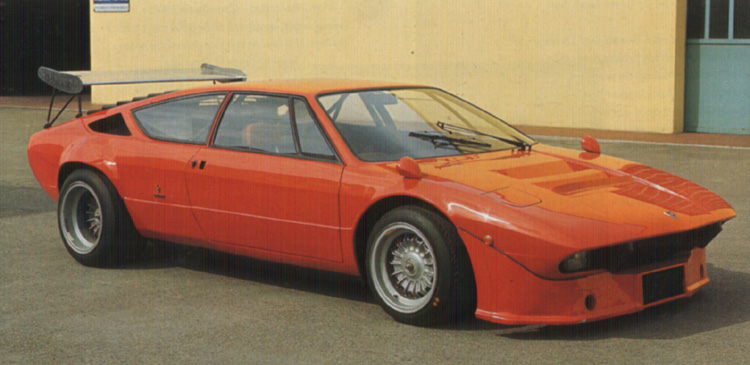
Urraco «Rally»

### После ухода из компании Lamborghini
В 1975 году Уоллес с женой вернулся в Новую Зеландию, но всего через три месяца он переехал в США, город Финикс, где открыл мастерскую по ремонту экзотических автомобилей, таких как Lamborghini и Ferrari. В 1977 году Боб со своей женой Анной попал в автомобильную аварию. Из-за сильного бокового удара Анна получила серьёзную травму головы, которая через 21 год привела к её смерти. В 2013 году Боб был приглашён президентом Automobili Lamborghini S.p.A. Стефаном Винкельманном на юбилейное празднование по случаю 50-летия со дня основания компании Lamborghini. Однако из-за плохого состояния здоровья Боб в мероприятии не участвовал. Боб Уоллес скончался в том же году.